# فیلیپ پنتکه
فیلیپ پنتکه (انگلیسی: Philipp Pentke؛ زادهٔ ۱ مهٔ ۱۹۸۵) بازیکن فوتبال اهل آلمان است.
از باشگاه‌هایی که در آن بازی کرده‌است می‌توان به باشگاه فوتبال آگسبورگ، باشگاه فوتبال یان رگنسبورگ، باشگاه فوتبال مونیخ ۱۸۶۰، باشگاه فوتبال انرژی کوتبوس، و باشگاه فوتبال کمنیتس اشاره کرد.